# Parsac-Rimondeix
Parsac-Rimondeix – gmina we Francji, w regionie Nowa Akwitania, w departamencie Creuse. Została utworzona 1 stycznia 2016 roku z połączenia dwóch wcześniejszych gmin: Parsac oraz Rimondeix. Siedzibą gminy została miejscowość Parsac. W 2013 roku populacja wyżej wymienionych gmin wynosiła 683 mieszkańców.